# Fudajrik
Fudajrik (fr. Fderîck) – miasto i dystrykt w północnej Mauretanii, w pobliżu góry Kidjat Idżdżil w regionie administracyjnym Tiris Zammur na Saharze. Mieszka tu ok. 5 tys. osób. Miasto powstało w 1984 roku, kiedy otwarto tu kopalnię rudy żelaza. Surowiec ten transportowany jest koleją mauretańską z Fudajriku oraz pobliskiego Zuwiratu do portu w Nawazibu.